# (2205) Глинка
(2205) Глинка (лат. Glinka) — астероид главного пояса, который был открыт 27 сентября 1973 года советским астрономом Людмилой Черных в Крымской обсерватории и назван в честь русского композитора  Михаила Ивановича Глинки.

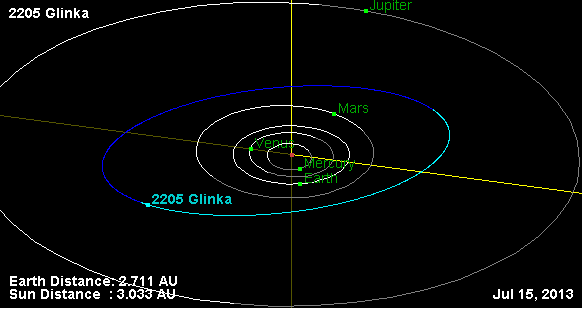
Орбита астероида Глинка и его положение в Солнечной системе